# Jang Woo-young
Jang Woo-young (Hangul: 장우영), thường được biết đến với nghệ danh Wooyoung, là một ca sĩ người Hàn Quốc, thành viên của nhóm nhạc nam Hàn Quốc 2PM. Vị trí của anh trong nhóm là hát chính và nhảy chính. Anh còn được biết đến với điệu nhảy "Ssanti" rất đặc biệt của mình.

## Tiểu sử
Wooyoung đến từ Busan, Hàn Quốc.
Trong chương trình Win Win do chính anh làm MC với sự góp mặt của 2PM, anh đã tiết lộ rằng ngay từ nhỏ anh đã rất đam mê nhảy. Hai thần tượng của anh là Michael Jackson và Psy. Ban đầu anh luôn phải giấu ba mình bằng cách dùng hầu hết thời gian ngủ buổi tối của mình để tập nhảy và cố gắng học thật giỏi. Nhưng ba anh cũng đã phát hiện và vô cùng tức giận. Từ đó, Wooyoung còn cố gắng tập nhảy hơn và viết thư gửi đến ba thường xuyên để thể hiện quyết tâm của mình. Sau cùng khi anh vượt qua JYP Audition của Mgoon vào năm 2007, giành vị trí đầu tiên trên 5000 thí sinh khác, ba anh cũng chấp nhận và ủng hộ điều anh theo đuổi.
Dù là thành viên gia nhập JYP Entertainment muộn nhất trong 2PM, nhưng anh lại là người được CEO JYP cho là tiến bộ và có tiềm năng nhất. Ngày 4 tháng 9 năm 2008, Wooyoung chính thức ra mắt cùng 2PM với ca khúc "10 Points Out Of 10 Points" trên các sân khấu âm nhạc.

## Thông tin cá nhân
Anh cao 178 cm, là một trong những thành viên thấp nhất nhóm. Anh nặng 65 kg. Anh có thể nói được 3 ngôn ngữ Hàn, Nhật và Anh.
Anh tóm gọn sở thích của mình là âm nhạc, bóng đá và kiến trúc. Trong đó, nhảy cũng thuộc âm nhạc và... bóng đá. Anh đam mê kiến trúc từ bé, và tự muốn thiết kế một căn nhà cho mình. Bên cạnh đó, anh cũng rất thích lướt web và tự nhận mình là một netizen (dù anh là người hoạt động trên Twitter kém nhất trong 2PM).
Bởi ngoại hình dễ thương và một tính cách khá trẻ con, nên Wooyoung được đặt biệt danh là "Ang Ang Wooyoung","Mandu Cheeks" hay "Ssanti Wooyoung". Dù vậy, khi được hỏi điểm nào trên cơ thể của mình anh không thích nhất thì anh lại chọn là đôi má của mình. Dù không là maknae của nhóm, nhưng anh lại là thành viên được quan tâm và chăm sóc nhiều nhất.
Trước khi xuất hiện với 2PM, Wooyoung đã tham gia nhảy cặp với Yoobin (Wonder Girls) thay cho TOP (Big Bang) khi anh ấy bị ngất một ngày trước buổi biểu diễn đặc biệt với Wonder Girls trong MBC Music Awards năm 2007.
Hiện tại, anh là thành viên có vũ đạo tốt nhất của 2PM. Anh còn đồng thời nhận được nhiều lời khen ngợi từ cư dân mạng khi anh là người huấn luyện cho Kim Guyri trong chương trình "Dancing with the Star" vào năm 2011 cũng như là từ các nghệ sĩ khác.

### Danh sách đĩa nhạc
| Album phòng thu Hàn           |                                                                          | | |                                            |                     |
| Tên Album/ Mini album/ Singel | Danh sách bài hát                                                        | Danh sách bài hát | Sáng tác và viết lời | Sáng tác và viết lời                       | Thời gian phát hành |
| 1. 23, Male, Single           | 2Nite                                                                    | 2Nite | DEEZ | DEEZ                                       | 08/07/2012          |
| 1. 23, Male, Single           | Sexy Lady                                                                | Sexy Lady | JYP | JYP                                        | 08/07/2012          |
| 1. 23, Male, Single           | DJ Got Me Goin’ Crazy (ft. Jun. K from 2PM)                              | DJ Got Me Goin’ Crazy (ft. Jun. K from 2PM)                                                                                      | Jun. K, Super Changddai | Jun. K, Super Changddai                    | 08/07/2012          |
| 1. 23, Male, Single           | Be With You                                                              | Be With You | Lee Junho, Hong Ji- sang | Lee Junho, Hong Ji- sang                   | 08/07/2012          |
| 1. 23, Male, Single           | Falling Down                                                             | Falling Down | Hong Ji- sang, Lee Woo- min “Collapsedone”                                                                                       | Hong Ji- sang, Lee Woo- min “Collapsedone” | 08/07/2012          |
| 1. 23, Male, Single           | Letting You Go                                                           | Letting You Go | Hong Ji- sang, Lee Woo- min “Collapsedone”                                                                                       | Hong Ji- sang, Lee Woo- min “Collapsedone” | 08/07/2012          |
| 1. 23, Male, Single           | Only Girl                                                                | Only Girl | Kim Eun-soo, Park Ji-ho | Kim Eun-soo, Park Ji-ho                    | 08/07/2012          |
| 2. 헤어질 때                  | · I like · Quit · Don’t act · Whatever · Hey · Party Shots · Going going | · I like · Quit · Don’t act · Whatever · Hey · Party Shots · Going going                                                         | Wooyoung (2PM) | Wooyoung (2PM)                             | 15/01/2018          |
| Album phòng thu Nhật          |                                                                          | | |                                            |                     |
| Tên Album                     | Tên Album                                                                | Danh sách bài hát | Danh sách bài hát | Thời gian phát hành                        | Thời gian phát hành |
| 1. R.O.S.E                    | 1. R.O.S.E                                                               | · R.O.S.E · COCKTAIL · HAPPY BIRTHDAY · R.O.S.E (Inst.) · HAPPY BIRTHDAY (Inst.)                                                 | · R.O.S.E · COCKTAIL · HAPPY BIRTHDAY · R.O.S.E (Inst.) · HAPPY BIRTHDAY (Inst.)                                                 | 04/03/2015                                 | 04/03/2015          |
| 2. Party Shots                | 2. Party Shots                                                           | · Where is she · Party Shots · Going going · Chill OUT · Formula · 波 · Try Your Imagination (Wooyoung ver.) · Party Shots Remix | · Where is she · Party Shots · Going going · Chill OUT · Formula · 波 · Try Your Imagination (Wooyoung ver.) · Party Shots Remix | 19/04/2017                                 | 19/04/2017          |

### Music Video
| Tên bài hát                 | Kênh Youtube     | Thời gian phát hành | Ghi chú                 |
| 1. R.O.S.E                  | jypentertainment | 19/04/2015          |                         |
| 2. Sexy Lady                | 2pm              | 07/07/2012          |                         |
| 3. Classic                  | jypentertainment | 16/09/2012          | Với JYP, Teacyeon, Suzy |
| 4. It’s the same            | jypentertainment | 11/10/2017          |                         |
| 5. Going Going              | jypentertainment | 08/01/2018          |                         |
| 6. Quit                     | jypentertainment | 15/01/2018          |                         |
| 7. Party Shots              | jypentertainment | 15/01/2018          |                         |
| 8. Don’t act (Special Clip) | jypentertainment | 15/01/2018          |                         |

### Phim Ảnh
| Năm  | Tên          | Vai   | Notes |
| ---- | ------------ | ----- | ----- |
| 2011 | Dream High   | Jason |       |
| 2011 | Human Casino |       | Cameo |
|      |              |       |       |

### Giải Trí
Cùng với 2PM, Wooyoung đã tham gia rất nhiều các chương trình truyền hình như "Idol Show" mùa thứ ba của đài MBC, "Wild Bunny" của đài M.net và gần đây nhất là "2PM Show".
Wooyoung cùng Nichkhun từng là khách mời thường xuyên trên chương trình truyền hình thức tế "Star King" của kênh SBS giữa tháng 4 và dừng lại vào tháng 10 năm 2009 do khả năng nhảy ssanti cùn với sự hài hước của mình.
Từ ngày 26 tháng 7 năm 2009, Wooyoung cùng Taecyeon và Sulli của fx) làm MC cho chương trình ca nhạc Inkigayo của đài SBS.
Sau khi kết thúc quảng bá album vào ngày 17 tháng 1 năm 2010, Wooyoung chính thứ là người dẫn chương trình phụ cho talk show WinWin của đài KBS cùng Taeyeon của SNSD, và cũng đã được đánh giá rất cao.
Anh cùng với các thành viên khác của 2PM là lựa chọn của nhiều CF và nhiều Photoshoot do thân hình và chiều cao lý tưởng.
Đầu năm 2014, anh cùng người vợ hờ Park Se-young tham gia chương trình truyền hình thực tế We Got Married

### Chương trình thực tế
| Năm  | Tiêu đề                                        | Kênh               | Ghi chú                                         |
| 2006 | Superstar Survival (Busan)                     | SBS                |                                                 |
| 2008 | Hot Blood                                      | Mnet               |                                                 |
| 2008 | Star Golden Bell                               | KBS2               | Ep 207                                          |
| 2008 | Idol Army Season 3                             | MBC                |                                                 |
| 2009 | Inkigayo                                       | SBS                |                                                 |
| 2009 | 2PM Wild Bunny                                 | Mnet               |                                                 |
| 2010 | Star Golden Bell                               | KBS2               | Với SNSD, SHINee, 2PM, 2AM                      |
| 2010 | Let’s go! Dream Team Season 2                  | KBS2               | Ep 57, 59 (cả 2PM tham gia)                     |
| 2010 | Strong Heart                                   | SBS                | Ep 49,50 với Nichkhun (02/11/2010)              |
| 2010 | Idol Championship                              | MBC                | 25/09/2010                                      |
| 2010 | Yoo Hee Yeol’s Sketchbook                      | KBS                | Ep.40 với 2PM quảng bá “Heart beat”             |
| 2010 | Sebakwi                                        |                    | Với 2PM và 2AM                                  |
| 2010 | Win win                                        | KBS                | Anh là MC chính                                 |
| 2010 | Happy Together                                 | KBS2               | Ep.171 với 2PM                                  |
| 2010 | We got married                                 | MBC                | Khuntoria (ep 3, ep 30, 31, 32, 33, 36, 51, 54) |
| 2011 | Let’s go! Dream Team Season 2                  | KBS2               | Ep 91 cả 2PM tham gia                           |
| 2011 | Idol Star Swimming and Athletics Championships | MBC                | Với 2PM                                         |
| 2011 | Dancing with the stars “Dancing story”         | MBC                |                                                 |
| 2011 | Radio Star                                     | MBC                | Với 2PM, Miss A                                 |
| 2011 | Entertainment Weekly Star Date                 | SBS                | Với 2PM quảng bá “Hands up”                     |
| 2011 | 2PM Show                                       | SBS                |                                                 |
| 2011 | Happy Together                                 | KBS2               | Ep. 208 với 2PM                                 |
| 2012 | Strong Heart                                   | SBS                | Ep 137 JYP Nation                               |
| 2012 | Sukira                                         | KBS Radio          | Jun. K, Junho, Wooyoung (27/07/2012)            |
| 2012 | God of Victory                                 |                    | 2PM với Shinhwa                                 |
| 2012 | Hello Counselor/ Annyeonghaseyo                | KBS2               | Gọi điện cho Wooyoung                           |
| 2012 | Happy together                                 | KBS2               | Với 2AM Jokwon (Ep 257)                         |
| 2012 | Cultwo show                                    | SBS                |                                                 |
| 2012 | Star Golden Bell                               | KBS2               | Ep 243                                          |
| 2013 | A Song For You From 2PM                        | KBS                |                                                 |
| 2013 | Let’s go! Dream Team Season 2                  | KBS2               | Với 2PM                                         |
| 2013 | 2PM Returns                                    | MBC                |                                                 |
| 2013 | Yoo Hee Yeol’s Sketchbook                      | KBS                | Với 2PM quảng bá album “Grown”                  |
| 2013 | Entertainment Weekly Guerilla Date             |                    | Với 2PM quảng bá album “Grown”                  |
| 2013 | The Human Condition (Cuộc sống không có điện)  | KBS2               | Với 2PM                                         |
| 2013 | Gag Concert                                    | KBS2               | Với 2PM                                         |
| 2013 | Radio Star                                     | MBC                | Với 2PM                                         |
| 2013 | 2PM IS BACK                                    | LINE Star Chat     | Với 2PM                                         |
| 2013 | Cultwo                                         | SBS                | Với 2PM                                         |
| 2013 | We got married                                 | MBC                | Teacyeon <3 Gui Gui (ep 11)                     |
| 2013 | Hello Counselor/ Annyeonghaseyo                | KBS2               | Với 2PM                                         |
| 2014 | Happy Camp                                     | Đài Hồ Nam         | Với Nichkhun (2PM)                              |
| 2014 | Running man                                    | SBS                | Ep 162                                          |
| 2014 | We got married                                 | MBC                | Wooyoung <3 Se-young                            |
| 2014 | Những người bạn chân đất                       | SBS                | 13/07/2014 tập 13                               |
| 2014 | Radio Star                                     | MBC                | Wooyoung <3 Se-young                            |
| 2014 | After School Club                              | Airang TV          | Ep.103 (với Nichkhun, Chansung)                 |
| 2015 | Running man                                    | SBS                | Ep 195                                          |
| 2015 | Running man                                    | SBS                | Ep 210                                          |
| 2015 | Oven radio                                     | 1TheK              | Với 2PM                                         |
| 2015 | Entertanment Weekly                            | SBS                | Với 2PM                                         |
| 2015 | Running man                                    | SBS                | Ep 256                                          |
| 2015 | Wild Beat                                      |                    | 2PM đi du lịch bụi với nhau                     |
| 2016 | I can see your voice ss3                       | Mnet               | Ep 9 Với Jun. K và Nichkhun from 2PM            |
| 2016 | Entertanment Weekly                            | SBS                | 26/09/2016 với 2PM                              |
| 2016 | Kiss the Radio                                 | KBS                | 13/09/2016, 2PM trừ Jun. K                      |
| 2018 | Radio Star                                     | MBC                | Ep 553                                          |
| 2018 | I can see your voice ss5                       | Mnet               | Ep 5 JYP Nation                                 |
| 2020 | I live alone                                   | MBC                | Ep.364                                          |
| 2020 | MMGT                                           | Youtube            | Ep. 138                                         |
| 2020 | Knowing Brothers                               | JTBC               | Ep. 224                                         |
| 2020 | 올때MIC                                        | mu:fully (Youtube) | với Jun.K                                       |
| 2021 | Running man                                    | SBS                | Ep.548                                          |
| 2021 | I live alone                                   | MBC                | Ep. 381                                         |
| 2021 | I can see your voice ss8                       | Mnet               | Ban cố vấn                                      |
| 2021 | MMTG                                           | Youtube            | Ep.194, 195,196 (Với 2PM)                       |
| 2021 | Knowing Bros                                   | JTBC               | Ep.287 với 2PM                                  |
| 2021 | 2PM Comeback Show                              | Mnet (Youtube)     |                                                 |
| 2021 | Amazing Saturday                               | tvN                | Ep.172                                          |
| 2021 | Urban Fisherman 3                              | Youtube            | Thành viên cố định                              |
| 2021 | Arts Master                                    | JTBC               | Cố vấn                                          |
| 2021 | Wheeling Camp 2                                | tvND               | Ep.2 (với Chansung)                             |
| 2021 | Love Earth                                     | Youtube            | Ep.4                                            |
| 2021 | Joseon Best Singer                             | JTBC               | Thành viên cố định                              |